# Spirodecospora bambusicola
Spirodecospora bambusicola är en svampart som beskrevs av B.S. Lu, K.D. Hyde & W.H. Ho 1998. Spirodecospora bambusicola ingår i släktet Spirodecospora och familjen kolkärnsvampar.   Inga underarter finns listade i Catalogue of Life.